# Mihrimah Sultan (dcera Murada III.)
Mihrimah Sultan (1579 nebo 1592 – ?) byla osmanská princezna. Byla dcerou sultána Murada III. a možná jeho nejmilejší konkubíny Safiye Sultan. Byla také sestrou sultána Mehmeda III.

## Život
Není zcela známo, kdo byl matkou Mihrimah. Nejpravděpodobněji byla dcerou neznámé konkubíny a narodila se v roce 1592. Nasvědčoval by tomu i datum jejího prvního sňatku, který proběhl mezi lety 1604 a 1613.
V osmanských záznamech se Mihrimah poprvé objevuje v roce 1595, kdy její otec zemřel a ona je zmiňována jako jedna z nejstarších dcer, což by zase nasvědčovalo tomu, že její matka byla Safiye Sultan a její narození by se datovalo do roku 1579, kdy Safiye skutečně porodila. Bylo by to také po smrti Mihrimah Sultan, dcery sultána Sulejmana I. a ona by tak byla pojmenována po své pratetě. Pokud by byla dcerou Safiye, měla by tři přímé bratry, Mehmeda III. a Şehzade Mahmuda, a tři přímé sestry, Hümaşah Sultan, Ayşe Sultan a Fatmu Sultan.

## Manželství
Mihrimah se poprvé provdala až za vlády svého bratra Mehmeda III., ale detaily o její svatbě z harémových zápisů jsou neúplné.
První svatba, která je plně zdokumentována, proběhla v roce 1613. Byla provdána za Mihramura Ahmeda Pašu. Některé zdroje hovoří o roku 1604. Ahmed byl guvernérem Rumélie a v roce 1614 se stal guvernérem Damašku.
Po smrti Ahmeda v roce 1618 byla znovu provdána za Çerkes Mehmeda Ali Pašu, který se v roce 1618 také stal guvernérem Damašku, z čehož vyplývá, že byla provdána ve stejném roce, kdy ovdověla. Během vlády Murada IV. se stal její manžel v roce 1624 velkovezírem. Není známo, zda z tohoto manželství vzešli nějací potomci.

## Smrt
O dalším životě Mihrimah se toho mnoho neví. Není známo, zda byla po smrti svého druhého manžela znovu provdána. Zemřela pravděpodobně za vlády Murada IV., to však žádné zdroje nepotvrzují. Po smrti byla uložena do hrobky Murada III. v chrámu Hagia Sofia.